# Omajadi
Banu Umayya (arabsko بَنُو أُمَيَّة, translit. Banū Umayya, lit. 'Sinovi Umayya') ali Omajadi (الأمويون), so bili vladajoča družina islamskega kalifata med letoma 661 in 750 ter pozneje islamske Španije med letoma 756 in 1031. Bili so klan plemena Kurejš, ki izvira iz Umaje ibn Abd Šamsa. Odločno so nasprotovali islamskemu preroku Mohamedu, vendar so ga sprejeli pred smrtjo leta 632. Član klana, Uthman, je postal 638-656 tretji rašidunski kalif, medtem ko so bili drugi člani različni guvernerji. Eden od teh guvernerjev, Mu'awiya I., je zmagal v prvi muslimanski državljanski vojni leta 661 in ustanovil Omajadski kalifat s prestolnico v Damasku v današnji Siriji. To je pomenilo rojstvo rodbine Omajadov, prve dedne rodbine v zgodovini islama in edina, ki je vladala celotnemu islamskemu svetu tedanjega časa.
Sufjanidska linija, ki jo je ustanovil Mu'awiya, je propadla leta 683, Omajadska oblast pa je bila izpostavljena v drugi muslimanski državljanski vojni, toda rodbina je končno prevladala pod Marwanom I., ki je ustanovil Marwanidsko linijo Omajadskih kalifov. Omajadi so vladali po zgodnjih muslimanskih osvajanjih tudi severni Afriki, Španiji, Srednji Aziji in Sindu, toda nenehno vojskovanje je izčrpalo vojaške vire države, medtem so se uprli tudi Alidi in plemenska rivalstva so oslabila režim od znotraj. Nazadnje, leta 750 je Abasidska revolucija zrušila kalifa Marwana II. in pobila večino družine. Eden od preživelih, Abd al-Rahman, vnuk kalifa Hishama ibn Abd al-Malika, je pobegnil v muslimansko Španijo (Al Andaluz), kjer je ustanovil umajadski emirat Córdoba, ki ga je Abd al-Rahman III. povzdignil v status kalifata leta 929. Po kratkem zlatem obdobju je leta 1031 kalifat Cordoba razpadel v več samostojnih taif - kraljestev, kar je označilo dokončen konec dinastije Omajadov.

## Zgodovina

### Predislamski izvor
Omajadi ali Banu Umayya so bili klan večjega plemena Kurejšev (Quraysh), ki je v predislamskem obdobju prevladovalo v Meki. Kurejši so si pridobili prestiž med arabskimi plemeni s svojo zaščito in vzdrževanjem Kabe, ki so jo v tistem času večinoma politeistični Arabci na Arabskem polotoku šteli za svoje najsvetejše svetišče. Nekateri plemenski člani, kot Abd Manaf ibn Kusaj, ki je po svojem mestu v rodoslovni tradiciji živel v drugi polovici 5. stoletja, je bil očitno zadolžen za vzdrževanje in zaščito Kabe in njenih romarjev. Te vloge so prešle na njegove sinove Abd Šamsa, Hašima in druge. Abd Šams je bil oče Omarja, istoimenskega potomca Omajadov.
Omaja je nasledil Abda Šamsa kot qāida (vojni poveljnik) Mekancev. Ta položaj je bil verjetno občasno politično mesto, katerega nosilec je nadziral vodenje vojaških zadev Meke v vojnih časih namesto dejanskega poveljstva. To se je izkazalo kot poučno, saj so bili pozneje Omajadi znani po tem, da so imeli veliko političnih in vojaških organizacijskih sposobnosti. Zgodovinar Giorgio Levi Della Vida predlaga, da bi bili podatki v muslimanskih tradicionalnih virih o Omaji, tako kot o vseh starodavnih potomcih arabskih plemen, 'sprejeti previdno', vendar »da bi bil prevelik skepticizem do tradicije neprimeren kot absolutna vera v njihove izjave«. Della Vida nadalje zatrjuje, da so bili Omajadi, ki se pojavijo na začetku muslimanske zgodovine v začetku 7. stoletja, pozneje kot potomci Omeja tretje generacije, obstoj slednje zelo verjeten.
Kurejši so do okoli leta 600 razvili čez arabsko trgovsko mrežo, ki je organizirala karavane v Sirijo na severu in Jemen na jugu. Banu Omaja in Banu Makhzum sta prevladovala v teh trgovskih mrežah in razvijala gospodarska in vojaška zavezništva z nomadskimi arabskimi plemeni, ki so nadzirala severna in srednja arabska puščavska območja ter jim pridobila določeno politično moč v Arabiji.

### Nasprotovanje in sprejem islama
Ko je islamski prerok Mohamed, pripadnik Banu Hašima, politično šibkejši in manj premožen klan Kurejšev, povezan z Banu Umajjo prek skupnega prednika Abda Manafa, začel svoje verske nauke v Meki, mu je nasprotovala večina Kurejšev. Konec koncev je našel podporo prebivalcev Medine in se tja preselil s svojimi privrženci leta 622. Potomci Abd Šama, vključno z Omajadi, so bili med glavnimi voditelji Kurašijev, opozicije proti islamskemu preroku Mohamedu, članu Banu Hašima. Nadomeščali so Banu Makhzuma, ki ga je vodil Abu Džahl, zaradi velikih izgub, ki jih je njegovo vodstvo povzročilo v boju z muslimani v bitki pri Badrju leta 624. Poveljnik Omajadov Abu Sufjan je nato postal vodja mekanske vojske, ki se je v bitkah pri Uhudu in Khandaku borila z muslimani pod Mohamedom.
Abu Sufjan in njegovi sinovi so skupaj z večino Omajadov po koncu muslimanskega osvajanja Meke na koncu, proti koncu Mohamedovega življenja, sprejeli islam. Da bi si zagotovil zvestobo nekaterih uglednih voditeljev Omajadov, vključno z Abu Sufjanom, jim je Mohamed ponudil darila in pomembna mesta v nastajajoči muslimanski državi. Kot prvega guvernerja Meke je postavil drugega člana klana Attab ibn Asid ibn Abi'l-'Isa. Čeprav je Meka ohranila svojo prvo mesto kot versko središče, je Medina še naprej služila kot politično središče muslimanov. Abu Sufjan in Banu Umaja sta se preselila v mesto, da bi ohranila vse večji politični vpliv.
Po Mohamedovi smrti leta 632 je sledila kriza nasledstva in nomadska plemena po vsej Arabiji, ki so sprejela islam, ki je bil pokvarjen iz nastajajoče, v Medini muslimanske države. Abu Bakr, ki mu zaupata Ansar in Muhajirun (Mohamedova začetna podpornika iz Medine in Meke) kot eden najstarejših Mohamedovih prijateljev in najzgodnejših spreobrnjencev v islam in ga pozni spreobrnjenci iz Kurejšov sprejmejo kot domačega Mekčana, ki je zagotovil njihovo vplivno vlogo v državnih zadevah, je bil izvoljen za kalifa (najpomembnejši politični in verski voditelj muslimanske skupnosti). Abu Bakr je izkazal naklonjenost Omajadom tako, da so jim podelili vidno vlogo pri muslimanskem osvajanju Sirije. Najprej je za poveljnika odprave postavil Omajada Khalida ibn Sa'ida ibn al-Asa, nato pa ga je zamenjal s štirimi poveljniki, med katerimi je bil Jazid, sin Abu Sufjana, ki je imel v lasti posest in vzdrževal trgovinske mreže v Siriji.
Naslednik Abu Bakra, kalif Umar (vladal 634–644), čeprav je aktivno zmanjšal vpliv kurejške elite v korist Mohamedovih prejšnjih podpornikov v administraciji in vojski, ni motil vse večjega oporišča sinov Abu Sufjana v Siriji, ki je bila vse prej kot osvojena leta 638. Ko je leta 639 umrl njegov poveljnik nad celotno provinco Abu Ubajda ibn al-Džarah, je imenoval Jazida za guvernerja okrožij Damask, Palestina in Jordanija. Jazid je kmalu zatem umrl in Umar je na njegovo mesto namestil brata Mu'avija. Umarjeva izjemna obravnava sinov Abu Sufjana je morda izvirala iz njegovega spoštovanja do družine, njihovega burnega zavezništva z mogočnim plemenom Banu Kalb kot protiutež vplivu plemen Himjaritov, ki so med osvajanjem vstopili v okrožje Homs ali pomanjkanja primernega kandidata, zlasti sredi Emauske kuge, ki je že ubila Abu Ubajda in Jazida.

### Opolnomočenje kalifa Uthmana
Uthman, bogati omajadski trgovec, se je zgodaj spreobrnil v islam in kot zet in tesni spremljevalec Mohameda nasledil kalifa Omarja ob njegovi smrti leta 644. Uthman je sprva zadrževal imenovalce svojih predhodnikov na svojih provincialnih položajih, vendar jih je postopoma zamenjal z Omajadi ali njegovimi sorodniki iz matičnega klana Banu Umaja, Banu Abd Šams. Muavija I., ki ga je v Siriji imenoval za guvernerja Sirije, je obdržal svoje mesto; al-Valid ibn Ukba in Said ibn al-As sta bila zaporedno imenovana v Kufi, enem od dveh glavnih garnizonov in upravnih središč Iraka; Marvan ibn al Hakam pa je postal njegov glavni svetovalec. Čeprav je bil ugledni član klana, Uthman ni veljal za del dinastije Omajadov, ker je bil soglasno (šura) izbran med notranjim krogom muslimanskega vodstva, ga nikoli ni poskušal imenovati za svojega naslednika. Kljub temu so Omajadi zaradi Uthmanove politike ponovno pridobili moč, ki so jo izgubili po muslimanski osvojitvi Meke.
Atentat na Uthmana leta 656 je postal vznemirljiv krik za nasprotovanje Kurašijev njegovemu nasledniku in bratrancu Mohamedu, kalifu Ali ibn Abiju Talibu iz Banu Hašima. Kurašijska elita ni bila odgovorna za Alija, ampak je nasprotovala njegovemu pristopu v okoliščinah smrti Uthmana. Po porazu v Kamelji bitki pri Basri, v kateri sta umrla voditelja Talha ibn Ubaid Alah in al-Zubejr ibn Avam, oba potencialna nasprotnika kalifata, je plašč nasprotovanja Aliju prevzel predvsem Muavija. Sprva se je vzdržal, da bi odkrito zahteval kalifat, namesto tega se je osredotočil na spodkopavanje Alijeve oblasti in utrjevanje njegovega položaja v Siriji, vse v imenu maščevanja Uthmanove smrti. Muavija in Ali sta se s svojimi sirskimi in iraškimi podporniki borila v bitki pri Sifinu leta 657. Na koncu je prišlo do neodločne arbitraže, kar je na koncu oslabilo Alijevo poveljstvo nad njegovimi borci, hkrati pa dvignilo položaj Muavija kot Aliju enakega. Medtem ko je bil Ali ponižan v boju proti svojim nekdanjim borcem, ki so postali znani kot Kharijiti, so Muavija leta 659 ali 660 prepoznali kot kalifa njegovi glavni podporniki, sirska arabska plemena. Ko je Karijiti umorili Alija leta 661, je Muavija izkoristil priložnost, da napade Kufo, kjer je na koncu prisilil Alijevega sina Hasana, da odstopi oblast in si pridobi priznanje arabskega plemenskega plemstva v regiji. Zaradi tega je Muavija postal splošno sprejet kot kalif, čeprav je nasprotovanje Kharijitov in nekaterih Alijevih zvestih vztrajalo, a manj dosledno.

### Dinastična oblast nad kalifatom

#### Sufjanidsko obdobje
Ponovna združitev muslimanske skupnosti pod Muavijinim vodstvom je zaznamovala ustanovitev Omajadskega kalifata. Na podlagi poročil iz tradicionalnih muslimanskih virov Hawting piše, da:
... Omajadi, vodilni predstavniki tistih, ki so preroku [Mohamedu] nasprotovali do zadnjega možnega trenutka, so v tridesetih letih po njegovi smrti ponovno vzpostavili svoj položaj do te mere, da so bili zdaj na čelu skupnosti, ki jo je imel ustanovljeno.
V nasprotju z Osmanovim opolnomočenjem Omajadov se Muavijeva moč ni zanašala na klan in z manjšimi izjemami ni imenoval Omajadov v glavne province ali na svoj dvor v Damasku. Njihov vpliv je v veliki meri omejil na Medino, kjer je ostala večina Omajadov. Izguba politične moči je povzročila, da so bili Omajadi v Medini zamerljivi do Muavije, ki je morda postal previden do političnih ambicij veliko večje Abu al-Asove veje klana, ki ji je pripadal Uthman, pod vodstvom Marvana I. Muavija je poskušal oslabiti klan z izzivanjem notranjih razprtij. Med sprejetimi ukrepi je bila zamenjava Marvana z guvernerja Medine leta 668 z drugim vodilnim Omajadom, Saidom ibn al-Asom. Slednji je dobil navodilo, naj poruši Marvanovo hišo, a je to zavrnil. Marvan je bil obnovljen leta 674 in je tudi zavrnil Muavijin ukaz o rušenju Saidove hiše. Muavija je na Marvanovo mesto leta 678 imenoval svojega lastnega nečaka al-Valida ibn Utba ibn Abi Sufjana.
Leta 676 je Mu'awiya postavil svojega sina Yazida I. za svojega naslednika. Ta poteza je bila brez primere v muslimanski politiki - prejšnji kalifi so bili izvoljeni s podporo ljudstva v Medini ali s posvetovanjem z višjimi Mohamedovimi spremljevalci.[39] Muavijini sorodniki iz Omajadov v Medini, vključno z Marvanom in Saidom, so sprejeli Muavijino odločitev, čeprav z neodobravanjem. Glavno nasprotovanje je izhajalo iz Huseina ibn Alija, Abd Allaha ibn al-Zubairja, Abd Allaha ibn Omarja in Abd al-Rahmana ibn Abi Bakra, vseh uglednih medinskih sinov prejšnjih kalifov ali bližnjih spremljevalcev Mohameda.
Jazid je pristopil leta 680 in se tri leta pozneje soočil z uporom prebivalcev Medine in Ibn al-Zubairja v Meki. Jazidov bratranec, Uthman ibn Mohamed ibn Abi Sufjan, in Umajadi, ki so živeli v Medini, pod vodstvom Marvana, so bili izgnani. Jazid je poslal svojo sirsko vojsko, da ponovno potrdi svojo oblast v Hedžasu in razreši svoje sorodnike. Omajadi iz Medine so se pridružili Sircem v napadu na upornike v Medini in jih porazili v bitki pri al-Harra. Sirci so nadaljevali z obleganjem Meke, a so se umaknili po Jazidovi smrti. Nato se je Ibn al-Zubair razglasil za kalifa in drugič izgnal Omajade iz Hedžasa. Preselili so se v Palmiro ali Damask, kjer je Jazidov sin in naslednik, Muavija II., vladal v času, ko je večina provinc kalifata zavrgla oblast Omajadov.

### Ustanovitev kalifata v Damasku
Ponovna združitev muslimanske skupnosti pod vodstvom Mu'avija je pomenila ustanovitev rodbine Omajadov. Na podlagi poročil tradicionalnih muslimanskih virov Hawting piše:
... Omajadi, vodilni predstavniki tistih, ki so nasprotovali preroku [Mohamedu] do zadnjega možnega trenutka, so v tridesetih letih od njegove smrti ponovno vzpostavili svoj položaj, kolikor so bili zdaj na čelu skupnosti, ki jo je ustanovil.

### Vlada nad Al Andaluzom
Abd al-Rahman ibn Muavija (bolj znan kot Abd al-Rahman I.), vnuk kalifa Hišama, preživeli po abasidskih pobojih družine Omajadov, se je odpravil v Al Andaluz, kjer so bili mavali Omajadov mu je pomagal vzpostaviti oporo v provinci. Ko je leta 756 ustanovil Kordovski emirat, je povabil druge Marvanide, ki so bili pod vladavino Abasidov skromni, da se naselijo v emiratu. Al-Makari ga je citiral, ko je izjavil: »Med številnimi [uslugami], ki nam jih je podelil Vsemogočni ... je tudi to, da nam je dovolil, da v tej državi zberemo svoje sorodnike in nam omogočil, da jim damo delež pri tem cesarstvu«. Med tistimi, ki so upoštevali njegov poziv, so bili njegov brat al-Valid in slednji sin al-Mughira, njegov prvi bratranec Ubaid al-Salam ibn Jazid ibn Hišam in njegov nečak Ubaid Allah ibn Aban ibn Muavija. Drugi, ki so prispeli, so bili Džuzaj ibn Abd al-Aziz in Abd al-Malik ibn Umar (oba vnuka Marvana I.) iz Egipta, Bišr ibn Marvanov sin Abd al-Malik iz Iraka in al-Validov vnuk Habib ibn Abd al-Malik, ki je ušel pokolu Nahr Abi Futrusa. Vsem omajadskim priseljencem so bila podeljena posestva, finančna sredstva, poveljniške vloge v vojski in province. Medtem ko so bili vsi emirji in kasnejši kalifi Al Andaluza neposredni potomci Abd al-Rahmana I., sta družini Abd al-Malika ibn Umarja (klan Marvani) in Habiba ibn Abd al-Malika (klan Habibi) obe je v 10. stoletju postal pomemben na provincialni, vojaški, sodni in kulturni ravni. Omajadi so hrepeneli po Levantu in v Al Andaluzu  posadili ista drevesa, rastline in živilske pridelke, ki so jih njihovi predniki gojili v Siriji in služili enaki tradicionalni hrani. Veleprodajni uvoz sirskih stilov življenja je prispeval k obsežni sirijizaciji celotnega podeželja al Andaluza.

## Veje
V začetku 7. stoletja, pred sprejetjem islama, sta bili glavni veji Omajadov Aʿyās in ʿAnābisa. Prvi je združil potomce omajidskih sinov Abūʾl-ʿĀṣ, al-ʿĀṣ, Abūʾl-Īṣ in al-ʿUwayṣ, katerih vsa imena imajo enak ali podoben koren, od tod tudi istoimenska oznaka Aʿyās. ʿAnābisa, ki je množinska oblika ʿAnbasa, splošno ime v tej veji klana, je zbrala potomce Omajadskih sinov Ḥarb, Abū Ḥarb, Abū Sufyān ʿAnbasa, Sufyān, ʿAmr in morda posvojenega sina Umaja, Abū ʿAmrha.
Dva sinova Abūʾl-ʿĀṣ, ʿAffān in al-Ḥakam, vsakemu od njiju sta se rodila bodoča kalifa, ʿUthmān in Marvān I. Iz slednjega potomci, znani kot Marvanidi, so izšli Omajadiki kalifi iz Damaska, ki so zaporedno kraljevali med letoma 684 in 750, nato pa emirji v Cordobi in kalifi Al Andaluza (muslimanska Španija), ki je funkcijo opravljal do leta 1031. Razen tistih, ki so pobegnili v Al Andaluz, je bila večina Marvanidov ubitih v abasidskih čistkah leta 750. Vendar pa se jih je več naselilo v Egiptu in Iranu, kjer je bil eden od njih, Abul Faradž Al Isfahani, avtor znamenitega vira arabske zgodovine Kitab al-Aghani. Uthman, tretji rašidunski kalif, ki je vladal med letoma 644 in 656, je pustil več potomcev, od katerih so nekateri opravljali politična mesta pod kalifi Omajadov. Iz linije Abu'l-'s je prišla politično pomembna družina Asid ibn Abu'l-'s, katere člani so opravljali vojaške in gubernacijske funkcije v različnih postojankah Rašidunskega in Omajadskega kalifata. Medtem je linija al-'As ustvarila Sa'ida ibn al-'As, ki je bil eden od Uthmanovih guvernerjev v Kufi.
Najbolj znana družina veje 'Anabisa' je bila družina Harbovega sina Abu Sufjana Sakhra. Iz njegovih potomcev, Sufjanidov, sta izhajala Mu'avija I., ki je leta 661 ustanovil Omajadski kalifat in sin in naslednik, Jazid I. Oblast Sufjanidov je prenehala s smrtjo sinovega sina Mu'avija II. leta 684, čeprav sta Jazidova sinova Khalid in Abd Allah še naprej igrala politične vloge v kalifatu, pri čemer je bil prvi zaslužen za ustanovitelja arabske alkimije. Abd Alahov sin Abu Mohamed Ziyad al-Sufjani je medtem vodil upor proti Abasidom leta 750, vendar je bil na koncu ubit. Drugi sinovi Abu Sufjana so bili Jazid, ki je bil pred Mu'avijo I. kot guverner Sirije in Amr, Anbasa, Muhammad in Utba.  Samo zadnja dva sta ostala potomca. Druga pomembna družina Anabisa so bili potomci Abu' Amr, znan kot Banu Abu Mu'ayt.  Abu 'Amrov vnuk ʿUqba ibn Abī Muʿayt je bil ujet in usmrčen po ukazu Mohameda med bitko pri Badrju zaradi njegove predhodne ostre pobude proti preroku. 'Uqbin sin, al-Valid, je za kratek čas služboval kot  Uthmanov guverner v Kufi. Banu Abu Mu'ayt je Irak in Zgornjo Mezopotamijo naredil za svoj dom.

## Seznam omajadskih vladarjev

### Omajadski kalifi s sedežem v Siriji
| Omajadski kalifat                                    |                                     |
| Kalif                                                | Vladanje                            |
| Muavija I. ibn Abi Sufjan                            | 28. julij 661 – 27. april 680       |
| Jazid I. ibn Muavija                                 | 27. april 680 – 11. november 683    |
| Muavija II. ibn Jazid                                | 11. november 683 – junij 684        |
| Marvan I ibn al-Ḥakam                                | junij 684 – 12. april 685           |
| Abd al-Malik ibn Marvan                              | 12. april 685 – 8. oktober 705      |
| Al-Valid I. ibn Abd al-Malik                         | 8. oktober 705 – 23. februar 715    |
| Sulejman ibn Abd al-Malik                            | 23. februar 715 – 22. september 717 |
| Omar II. ibn Abd al-Aziz                             | 22. september 717 – 4. februar 720  |
| Jazid II. ibn Abd al-Malik                           | 4. februar 720 – 26. januar 724     |
| Hišam ibn Abd al-Malik                               | 26. januar 724 – 6. februar 743     |
| Al-Valid II. ibn Jazid                               | 6. februar 743 – 17. april 744      |
| Jazid III. ibn al-Valid                              | 17. april 744 – 4, oktober 744      |
| Ibrahim ibn al-Valid                                 | 4. oktober 744 – 4. december 744    |
| Marvan II. ibn Mohamed                               | 4. december 744 – 25. januar 750    |
| Dinastijo v Omajadskem kalifatu strmoglavijo Abasidi |                                     |

### Omajadski emirji in kalifi Kordove
| Vladarji al-Andaluza                                                                             |                                   |
| Kordovski emirat                                                                                 |                                   |
| Emir                                                                                             | Vladanje                          |
| Abd al-Raḥman I.                                                                                 | 15. maj 756 – 30. september 788   |
| Hišam I. ibn Abd al-Rahman al-Umavi                                                              | 6. oktober 788 – 16. april 796    |
| Al-Ḥakam I. ibn Hišam al-Umavi                                                                   | 12. junij 796 – 21. maj 822       |
| Abd al-Raḥman II. ibn al-Ḥakam al-Umavi                                                          | 21. maj 822 – 852                 |
| Mohamed I. ibn Abd al-Raḥmsn al-Umavi                                                            | 852 – 886                         |
| Al-Mundir ibn Mohamed al-Umavi                                                                   | 886 – 888                         |
| Abdulah ibn Mohamed al-Umavi                                                                     | 888 — 15. oktober 912             |
| Abd al-Rahman III. ibn Mohamed al-Umavi                                                          | 16. oktober 912 – 16. januar 929  |
| Naziv se je po Abd al-Rahmanu III. spremenil, ker se je razglasil za kalifa Kordovskega kalifata |                                   |
| Kordovski kalifat                                                                                |                                   |
| Kalif                                                                                            | Vladanje                          |
| Abd al-Raḥman III. al-Nasir li-Din Alah                                                          | 16. januar 929 – 15. oktober 961  |
| Al-Ḥakam II. al-Mustanzir bi'lah                                                                 | 15. oktober 961 – 16. oktober 976 |
| Hišam II. al-Muajad bi'lah                                                                       | 16. oktober 976 – 1009            |
| Mohamed II. al-Mahdi bi'lah                                                                      | 1009                              |
| Sulejman al-Mustain bi'lah                                                                       | 1009 – 1010                       |
| Hišam II. al-Muajad bi'lah                                                                       | 1010 – 19 April 1013              |
| Sulejman al-Mustain bi'lah                                                                       | 1013 – 1016                       |
| Abd al-Rahman IV. al-Murtada bi-lah                                                              | 1017                              |
| Dinastija se je končala s Hamudidsko dinastijo (1017–1023)                                       |                                   |
| Kordovski kalifat (obnovljen)                                                                    |                                   |
| Abd al-Rahman V. al-Mustazir bi-lah                                                              | 1023 – 1024                       |
| Mohamed III. al-Mustakfi bi-lah                                                                  | 1024 – 1025                       |
| Medvladje Hamudidske dinastije (1025–1026)                                                       |                                   |
| Kordovski kalifat (obnovljen)                                                                    |                                   |
| Hišam III. al-Mutad bi-lah                                                                       | 1026 – 1031                       |
| Dinastija strmoglavljana                                                                         |                                   |